# C.P.U. Bach
Sid Meier's C.P.U. Bach è un videogioco musicale sviluppato nel 1994 da MicroProse per 3DO Interactive Multiplayer. Ideato da Sid Meier e Jeffrey L. Briggs, il videogioco permette di comporre musica barocca sullo stile di Johann Sebastian Bach. Il nome deriva da CPU e da C.P.E. Bach, uno dei figli del compositore.